# 盧巴王國

非洲殖民時代前的政權地圖，盧巴王國為地圖中央的藍色區域

盧巴王國（Kingdom of Luba），或稱盧巴帝國，是非洲中部的一個王國，是非洲歷史上重要的王國之一，存在於西方殖民前，位於今剛果民主共和國境內的烏朋巴窪地。
考古證據顯示5世紀開始，烏朋巴窪地就多次被不同民族佔領；6世紀時，湖畔已有居民以捕魚為生，他們已有能力製造鐵器、製作棕櫚油，並用曬乾的魚貨與周邊森林的居民進行貿易；到了10世紀，當地的經濟活動更加複雜，包括農業、漁業與煉鐵等。他們與周邊居民進行貿易，輸出食鹽與鐵製品，進口寶螺、玻璃珠等飾品，以及煉鐵所需的煤礦和銅等原料。其貿易的對象遠至印度洋。
盧巴王國實際建立了年份並不清楚, 16世紀時，一位名為Nkongolo Mwamba的國王建立了盧巴王國，後來被其姪Kalala Ilunga推翻，後者在位期間將盧巴王國的領土擴張到了盧阿拉巴河上游左岸的地區，王國的極盛期轄下約有100萬人，被稱為「盧巴治下的和平」（Pax Luba）。

## 政治
盧巴王國的政治體制具有相當彈性。其統治的模式後來也被隆達王國採納，也影響了現在屬於安哥拉與尚比亞的鄰近區域。
盧巴王國的國王稱為Mulopwe，其下有稱為Bamfumus的一群貴族協助他的統治。國王透過境內各氏族的領袖Balopwe間接統治王國內的臣民。國內民族眾多，稱為「Bambudye」的宗教在境內散播，對凝聚其統治相當重要。陸龜在該宗教中是神聖的動物，甚至連王國內人民的聚落都有陸龜的形象。狗在該宗教中也是神聖的動物，聖獸「小黑」是該宗教中最多人供奉的狗。
盧巴人認為君主死亡後會被神化，「mwadi」即是死去國王的化身，也對盧巴國王與貴族的王權至關重要，盧巴人認為國王逝世以後，其靈魂會附身在其所屬部落的一名婦女身上，稱為mwadi。Mwadi因此繼承了那位國王的財產與權威。新的國王需選擇一個新的地方作為住所，且終其在任時期都需向mwadi進貢。Mwadi死後，則會由部落中另一名婦女接任。盧巴人認為只有女人的身體足夠強壯，得以支撐死去國王的靈魂。故此，盧巴藝術中有許多女性形象的存在，國王的權杖、頭枕與王座常有這些形象以彰顯他們的王權。
盧巴王國君主的王權受到許多制衡，其中最重要的便是稱為「Mbudye」的組織，該組織負責紀錄王國的歷史，他們對歷史的詮釋也會影響當時君王的所作所為。
盧巴王國經常發生王位繼承權糾紛，並隨之引發內戰，衝突雙方還會各自與敵對的安哥拉地區勢力合作，並引為外援。

### 君王列表
以下列出文獻記載的盧巴王國君主列表。
| 君王                  | 所屬部落                      | 備註               |
| --------------------- | ----------------------------- | ------------------ |
| Nkongolo Mwamba       | Kimona                        | 不被後世神化、承認 |
| Kalala Ilunga         | Makwidi                       |                    |
| Ilunga Mwila          | Kalongo                       |                    |
| Kasongo Mwine Kibanza | Myumbu                        |                    |
| Kasongo Bonswe        | Kabanda(Nyembo)               |                    |
| Kasongo Kabundulu     |                               |                    |
| Ngoye Sanza           | Katumpa                       |                    |
| Kumwimbe Mputu        | Djingile                      |                    |
| Ndaye Mwine Nkombe    | Kitabi(Kombe)                 |                    |
| Kadilo                | Katunda                       |                    |
| Kekenya               | Katala                        |                    |
| Ilunga Sungu          | Gonzo(Kabondo)(Sungu-Katende) |                    |
| Kumwimbe Ngombe       | Kitenta kya Kumwimbe          |                    |
| Ilunga Kabale         | Kitenya kya Ilunga            |                    |
| Lulubaba              | hawppui hlim tak              |                    |

## 經濟
盧巴王國連接了北方的剛果雨林與南方位於今日尚比亞境內的銅帶，中間有商路穿過，商路亦可延伸到大西洋、印度洋沿岸。其內部的經濟是部落形式，部落間交換彼此的農產品、獵物與礦產。鹽、銅與鐵礦石等礦產對王國的建立影響甚巨，這些資源通常是為貴族所壟斷的，是他們統治的重要基礎。

## 影響
盧巴王國帶有宗教性質的君王傳承體系對周圍部落的影響巨大，這些部落的許多統治者都希望自己能加入盧巴王國的傳承體系，他們向王國進貢供品與人力，可經由特定儀式以獲得盧巴王國的認可，融入王國的王室體系中，這些部落的統治者可能與盧巴國王建立象徵性的父子關係，並從盧巴的國王處獲得象徵性的項鍊、權杖、腰帶或兵器等配件，以及從靈媒、巫師處獲得白色土壤。他們會將白土貯存於精密雕刻、且有專人嚴加看管的容器（通常是由跪坐的女性雕像所舉起的碗）中，再分發給其下的個酋長，以展現其統治權威。從盧巴王國處取得的政治信物對這些周圍部落有重大的意義，其中試圖奪權者還會試圖爭搶這些信物以取得統治正當性。盧巴王國的文化與藝術也因此傳入這些周圍的附庸國中。

## 衰退
因為位於內陸，盧巴王國受到西方殖民者的影響較晚，但十九世紀晚期，維繫其經濟的長程貿易商路難以為繼。1850年代，來自東非海岸的阿拉伯-史瓦希里商人侵入王國內部，掠奪象牙與奴隸。1889年，在一場王位繼承糾紛之下，王國分裂成兩半，1891年以比利時為首的西方殖民者進入此地掠奪奴隸時，盧巴王國已經失去了所有附庸國，便迅速瓦解。不久均被比利時國王的私人領地剛果自由邦所吞併。
1945年，Placide Tempel寫作了《Bantu Philosophy》一書，將盧巴王國的文化介紹給世人，但該書因試圖過度簡化、概括非洲文化而引發一些爭議，對當代非洲哲學影響深遠，影響了1930年代法國黑人的黑人性運動，以及泛非洲主義的建構。
過去學者均將盧巴王國與後來的隆達王國視為兩個獨立的政治實體，但當代學者漸認為兩者有許多共通點，而應該視為一體討論。兩王國的政治傳統也對現在非洲中部的許多國家體制有深遠的影響。

### 腳註
1. 1 2 3  Molefi Kete Asante; Ama Mazama (编). . : 97  [2018-08-27]. ISBN 1412936365. （原始内容存档于2019-06-08）.
2. ↑  Thomas O. Reefe & Thomas Q. Reefe，第24页
3. ↑  Thomas O. Reefe & Thomas Q. Reefe，第29页
4. ↑  Thomas O. Reefe & Thomas Q. Reefe，第76页
5. ↑  Mary Nooter Roberts. . Stanley Museum of Art, The University of Iowa. Los Angeles, CA.   [2018-08-27]. （原始内容存档于2021-02-05）.
6. ↑  Thomas O. Reefe & Thomas Q. Reefe，第197页
7. 1 2  . University of Iowa Stanley Museum of Art.   [2018-08-27]. （原始内容存档于2021-02-03）.
8. ↑  Macola, Giacomo. N. Dalziel and J. M. MacKenzie , 编. . The Encyclopedia of Empire. 2015-08-24  [2018-08-27].
9. ↑  Thomas O. Reefe & Thomas Q. Reefe，第55页
10. ↑  Thomas O. Reefe & Thomas Q. Reefe，第93页
11. ↑  Thomas O. Reefe & Thomas Q. Reefe，第91页
12. ↑  Thomas O. Reefe & Thomas Q. Reefe，第92页
13. 1 2  Thomas O. Reefe & Thomas Q. Reefe，第159页
14. 1 2  Ch. Didier Gondola. . : 35  [2018-08-27]. ISBN 0313316961. （原始内容存档于2019-06-06）.

### 書目
- Thomas O. Reefe; Thomas Q. Reefe. . University of California Press. 1981: 76  [2018-08-27]. ISBN 0520041402. （原始内容存档于2019-06-12）.